# کالاچی (آق‌مولا)
کالاچی (به قزاقی: Kalachi) یک منطقهٔ مسکونی در قزاقستان است که در شهرستان اصیل، آق‌مولا واقع شده‌است. کالاچی ۶۸۰ نفر جمعیت دارد.